# La Rouvière
La Rouvière é uma comuna francesa na região administrativa de Occitânia, no departamento de Gard. Estende-se por uma área de 7,9 km². Em 2010 a comuna tinha 628 habitantes (densidade: 79,5 hab./km²).